# Ischnura genei
Ischnura genei är en trollsländeart som först beskrevs av Jules Pièrre Rambur 1842.  Ischnura genei ingår i släktet Ischnura och familjen dammflicksländor. IUCN kategoriserar arten globalt som livskraftig. Inga underarter finns listade i Catalogue of Life.

## Bildgalleri

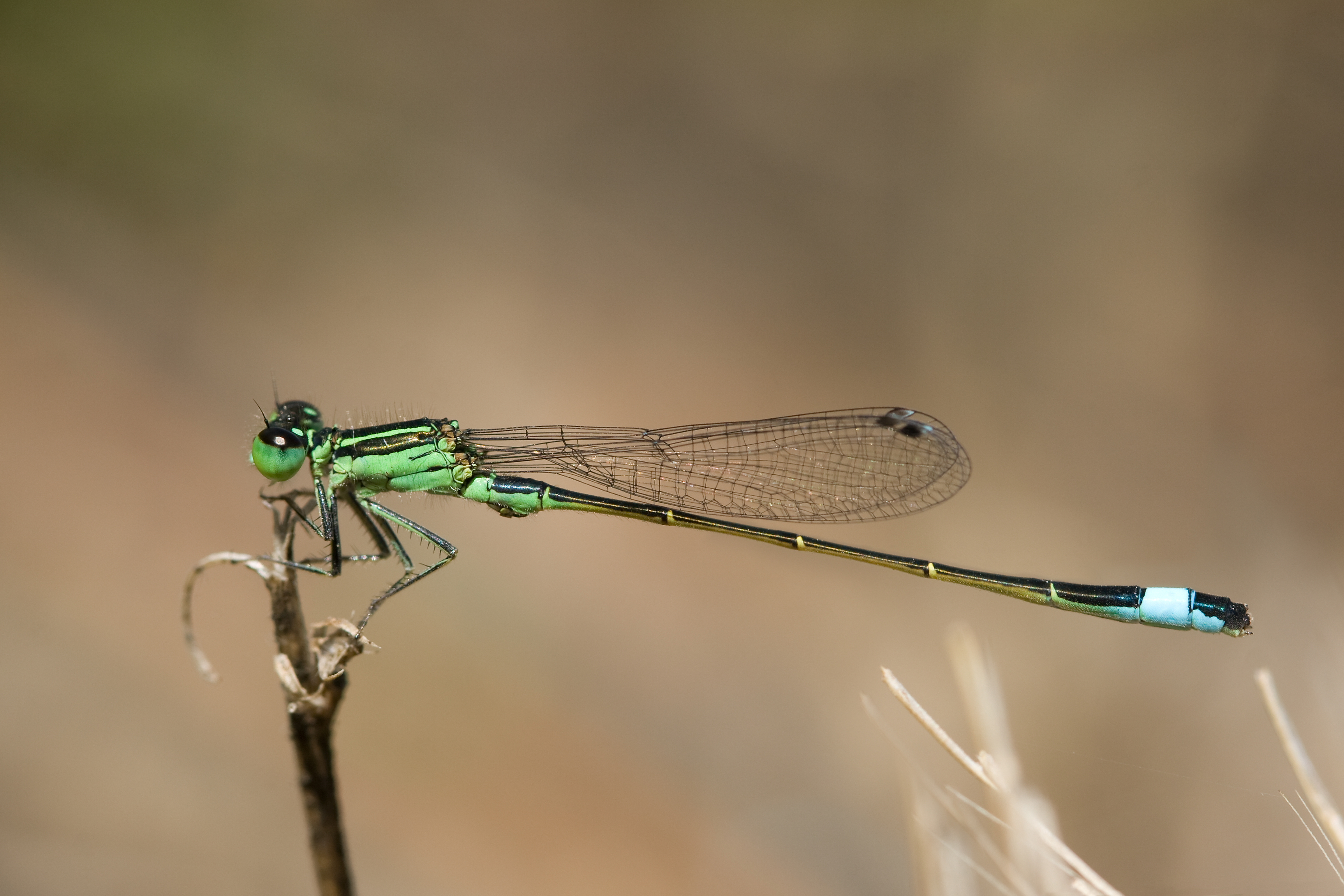
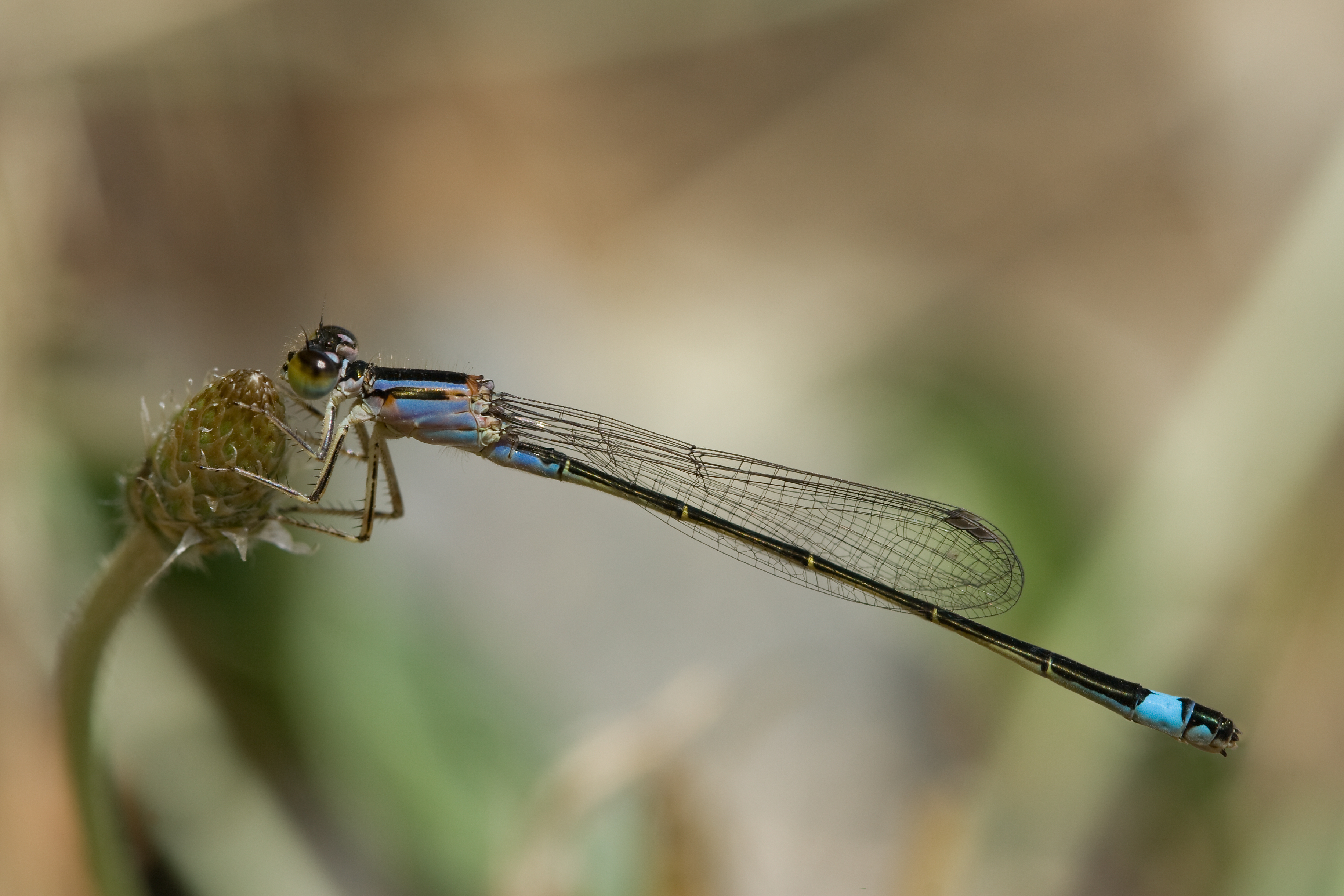
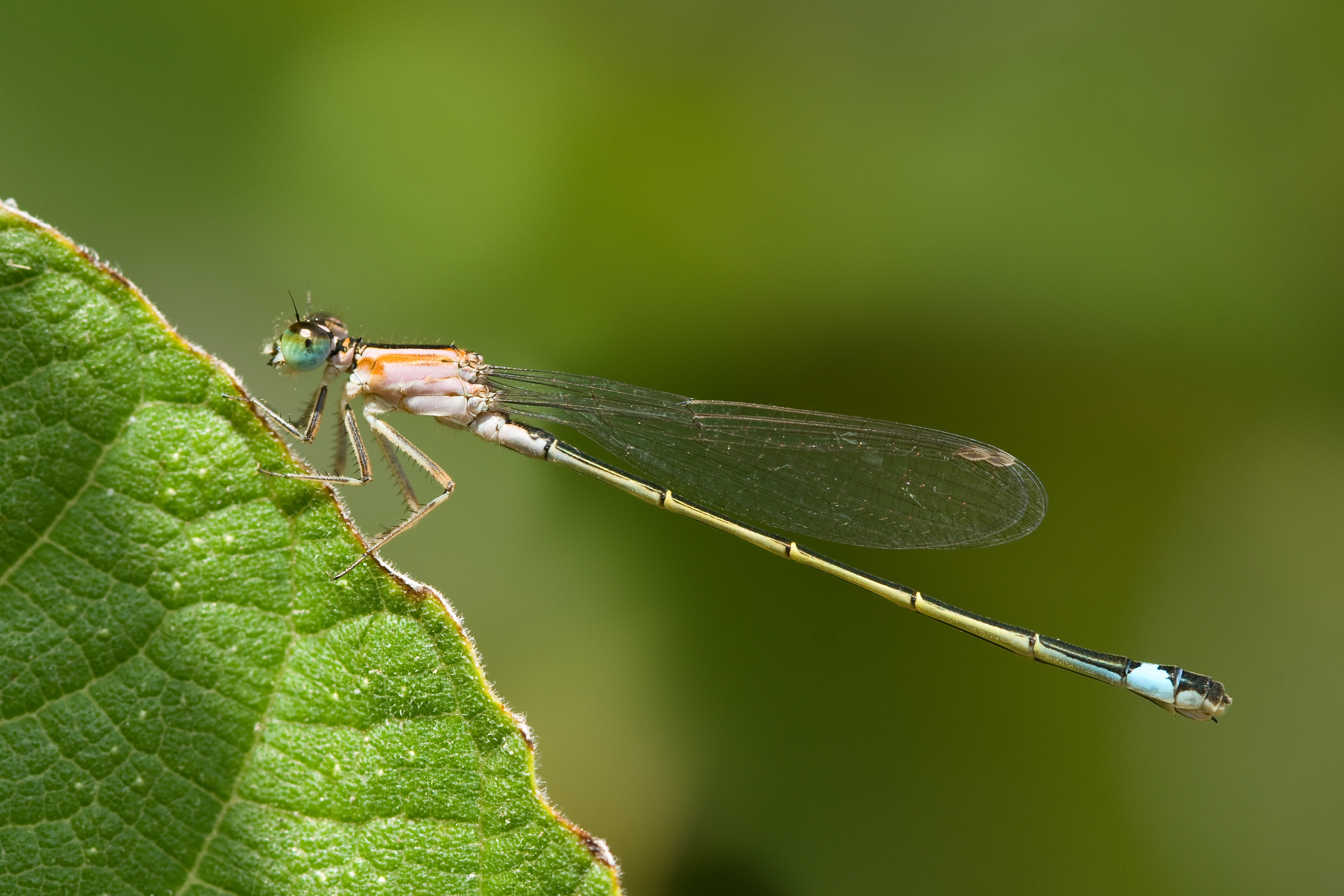
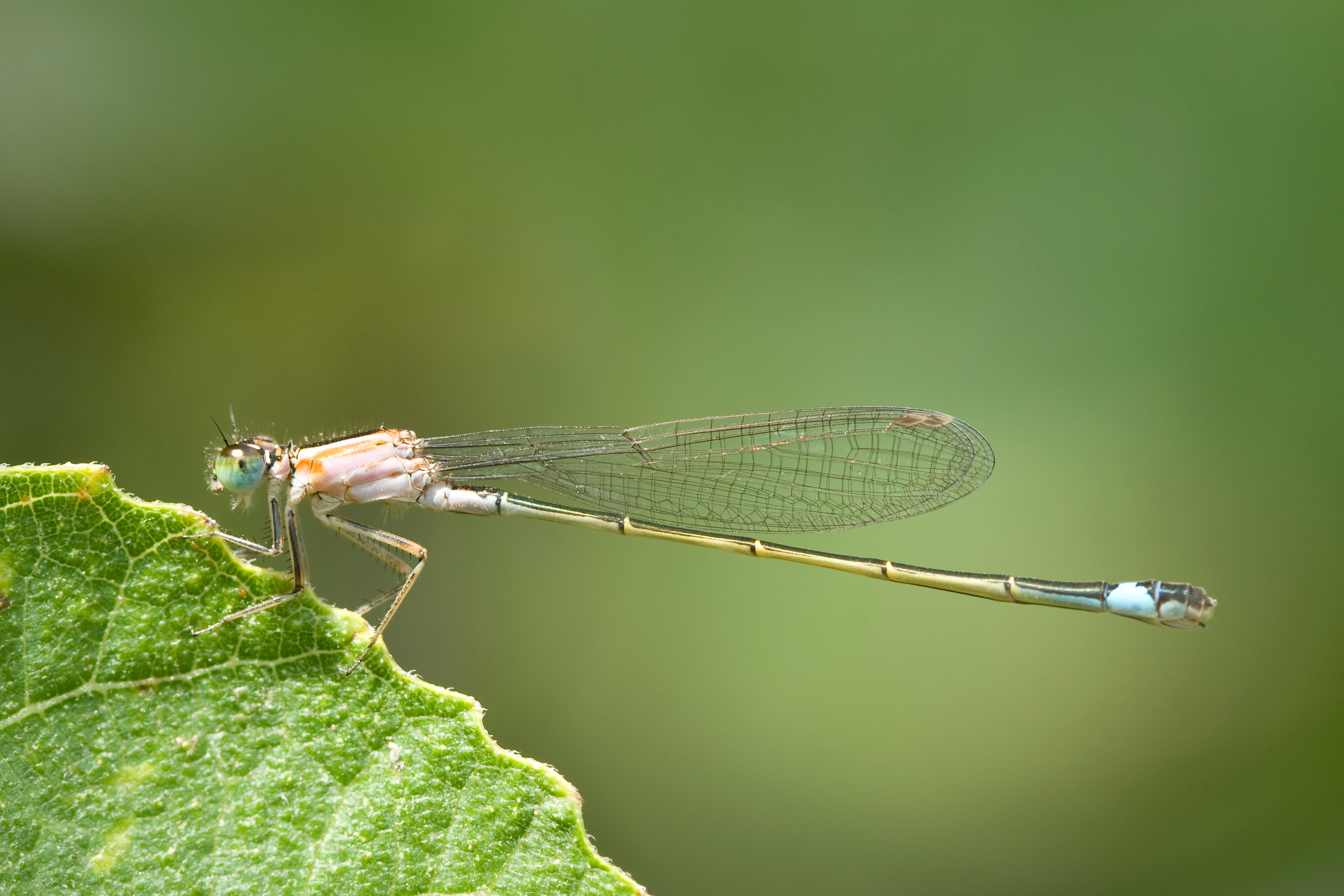